# Brigitta Großmann-Lauterbach
Brigitta Großmann-Lauterbach (* 21. April 1923 in Dresden; † 24. Juli 1965 ebenda) war eine deutsche Bildhauerin, Bildschnitzerin und Keramikerin.

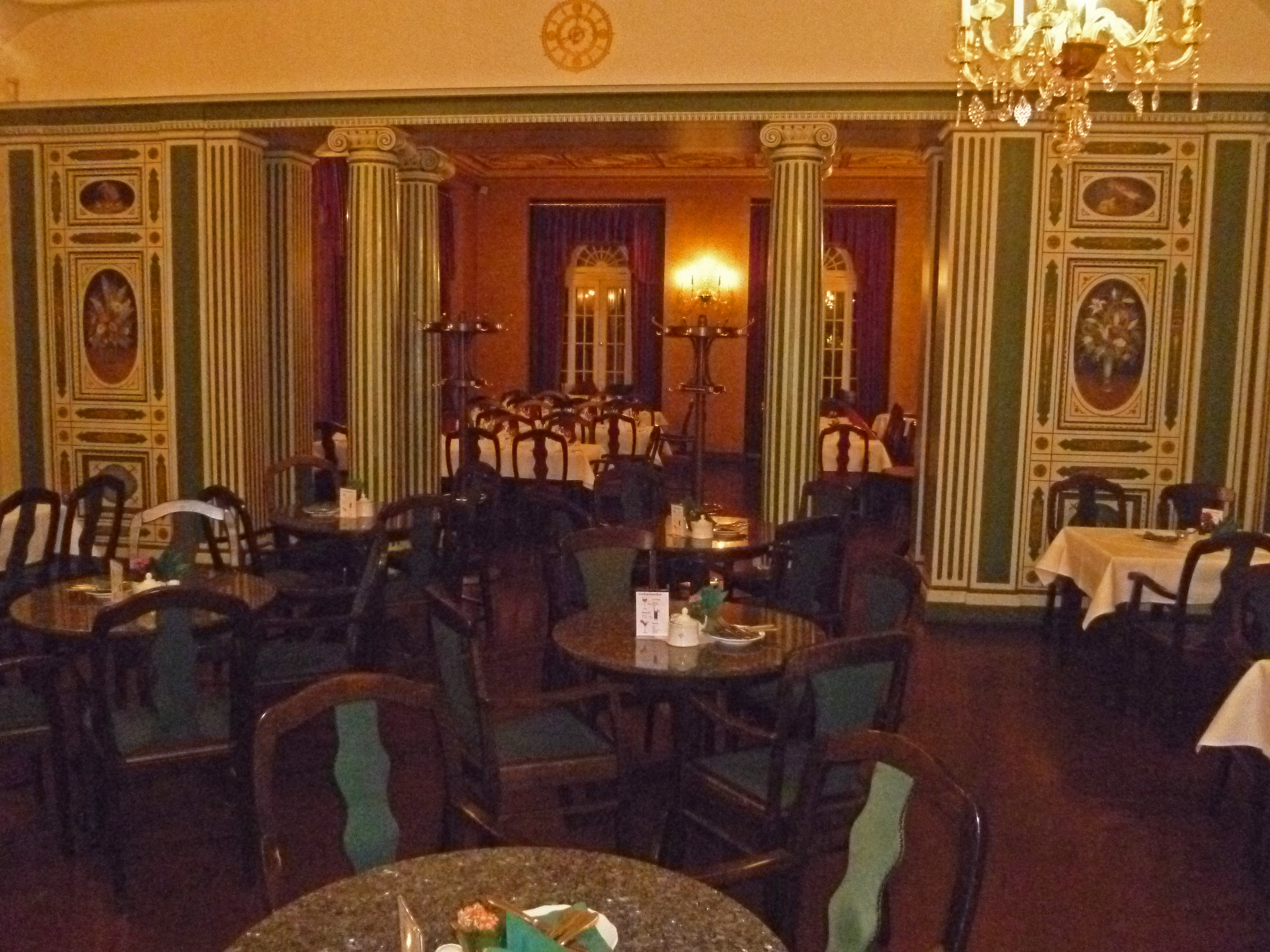
Holztäfelung im Italienischen Dörfchen in Dresden

## Leben
Brigitta Großmann-Lauterbach bastelte in ihrer Kindheit mit verschiedenen Materialien und stellt kleine Figuren, Tiere und Gebrauchsgegenstände her. So wurde auch einmal das Nudelholz aus der Küche beschnitzt und bemalt. Dabei entstand eine Verbindung zum Gestalten von Holz mit künstlerischer Ausstrahlung.
Im Jahr 1942 begann sie ihr Studium an der Dresdner Kunstakademie bei Reinhold Langner. Zwischendurch schloss sie ein Werklehrerexamen am Lehrerseminar in Dresden erfolgreich ab. Kriegsbedingt unterbrach sie das Studium und setzte es nach Beendigung des Krieges an der Hochschule für Bildende Künste Dresden fort. Dabei wurde sie Meisterschülerin bei Langner und arbeitete in seinem Atelier. Dort konnte sie ihrer schöpferischen Spielfreude Ausdruck verleihen. Im Jahr 1947 beendete sie erfolgreich ihr Studium und bekam eine Stelle als Spielzeuggestalterin in der Spielzeugfachschule Grünhainichen angeboten. Diese Stelle bot ihr aber zu wenig Kreativität und sie arbeitete freischaffend in Dresden-Kleinzschachwitz. 
Zunächst fertigte sie Spielzeug und Weihnachtsfiguren, daraus entwickelten sich der Bau und die figürliche Ausstattung von Weihnachtspyramiden mit über 200 Figuren. Bei Theodor Artur Winde von der Dresdner Gewerbeschule erlernte sie das Drechseln. Das eröffnete ihr neue Möglichkeiten, ihre Kunst zu bereichern. Bei ihren Arbeiten in der Kapelle in Reichenau bei Königsbrück lernte sie den Elektriker Egon Großmann kennen, ihren späteren Ehemann. Im zerstörten Dresden stellte sie in der Weihnachtsschau in der Nordhalle ihre Arbeiten aus. Die dabei gezeigten Figuren und Pyramiden lösten eine Vielzahl an Aufträgen aus. Bei der Bewältigung dieser Aufgabe hatte sie Unterstützung und Hilfe durch ihren Mann als Mitarbeiter. Jede ihrer Pyramiden war ein Unikat. Durch Professor Langner erlernte sie die verschiedensten Techniken und den Umgang mit Ton. Er lehrte sie im Fach Keramik und sie ergänzte ihr Kunst um ein weiteres Handwerk.
Es gelang ihr, in Graupa ein Ateliergebäude zu errichten. Dabei hatte sie die Unterstützung des örtlichen Pfarrers, bei welchem sie auch den Religionsunterricht anschaulich gestaltete. Daraus entwickelte sich eine Gemeinschaft, welche nun selbst kreativ schöpferisch bastelte, schnitzte und gestaltete. Für ein Predigerseminar übernahm sie ebenfalls die gestalterische schöpferische Arbeit mit den Teilnehmern. Dabei kam auch ein Kontakt bei einer Ephorenkonferenz zum Greifswalder Bischof zustande und es wurde der Grundstein für eine Werkwoche ins Leben gerufen. Diese Werkwochen wurden in zahlreichen Städten und Gemeinden wie Rostock, Greifswald, Neustrelitz und weiteren durchgeführt.
So kam die sächsische Kunst nach Brandenburg. Im Atelier warteten weitere Aufträge, die Deutsche Bauakademie in Berlin hatte einige wichtige Arbeiten in Auftrag gegeben. Mit dem Holzbildhauer Siegfried Urbank aus Geising fertigte sie neue Holztüren- und Wandfüllungen mit geschnitzten Motiven für die wiederaufgebaute Gaststätte „Italienisches Dörfchen“ in Dresden. Für eine Sporthalle in Leipzig für die Deutsche Hochschule für Körperkultur schuf sie schmuckvolle Türfüllungen und Verkleidungen. Für das Interhotel „International“ in Magdeburg entwarf und fertigte sie geschnitzte Deckenverkleidungen aus Eichenholz, wie auch für die Cafeteria im Berliner Zoo und das Foyer und den Theatersaal des Leipziger Opernhauses. Des Weiteren unterstützte sie ihre Gemeinde bei der Erneuerung der Stephanuskirche und schmückte deren Inneres mit zahlreichen Schnitzereien.
Für über 34 Kirchen schnitzte sie über 2 Meter große Altarkreuze aus Eichenholz. Ein jedes ist anders gegliedert und mit den verschiedensten Motiven geschmückt. Ein neues künstlerisches Kapitel sind ihre auswechselbaren Inhalte der Altarkreuze. So konnten verschiedene Deutungen zum jeweiligen Anlass symbolisiert werden.
Bei einer Werkwoche in Rostock im Jahr 1962 stürzte sie in der Südhalle in der Petrikirche und verletzte sich am Knie und auch innerlich. Während ihrer Rekonvaleszenz entwarf sie für das Doberaner Münster schmuckvolle Motivplatten. Weil sie diese krankheitsbedingt nicht mehr in Holz schnitzen konnte, fertigte sie diese aus Wachs an. Eine nun folgende Erkrankung schwächte sie; einen Genesungsaufenthalt verbrachte sie in Oberbärenburg. Auf dem Kleinzschachwitzer Friedhof wurde sie am 29. Juli beigesetzt.

## Werke (Auswahl)
- Altarkreuz aus massivem Eichenholz, Gefallenen-Gedächtnisstätte in Techow
- Weihnachtspyramide für das Kinderheim in Wermsdorf
- Weihnachtspyramide für das Kinderkrankenhaus in Ost-Berlin
- Weihnachtspyramide für das Stadtgeschichtliche Museum Leipzig
- Geschnitzte Holztüren- und Wandfüllungen mit Motiven für die wiederaufgebaute Gaststätte Italienisches Dörfchen in Dresden
- Geschnitzte Holztüren- und Wandfüllungen für eine Sporthalle in Leipzig für die DHfK Leipzig
- Geschnitzte Decken- und Wandverkleidungen aus Eichenholz für das Interhotel International in Magdeburg
- Weihnachtspyramiden für das Politbüro in Berlin
- Geschnitzte Decken- und Wandverkleidungen aus Eichenholz für das Foyer und den Theatersaal des Leipziger Opernhauses
- Geschnitzte Decken- und Wandverkleidungen aus Eichenholz für die Cafeteria im Berliner Zoo